# Largeur (typographie)
Pour l’article homonyme, voir Largeur.

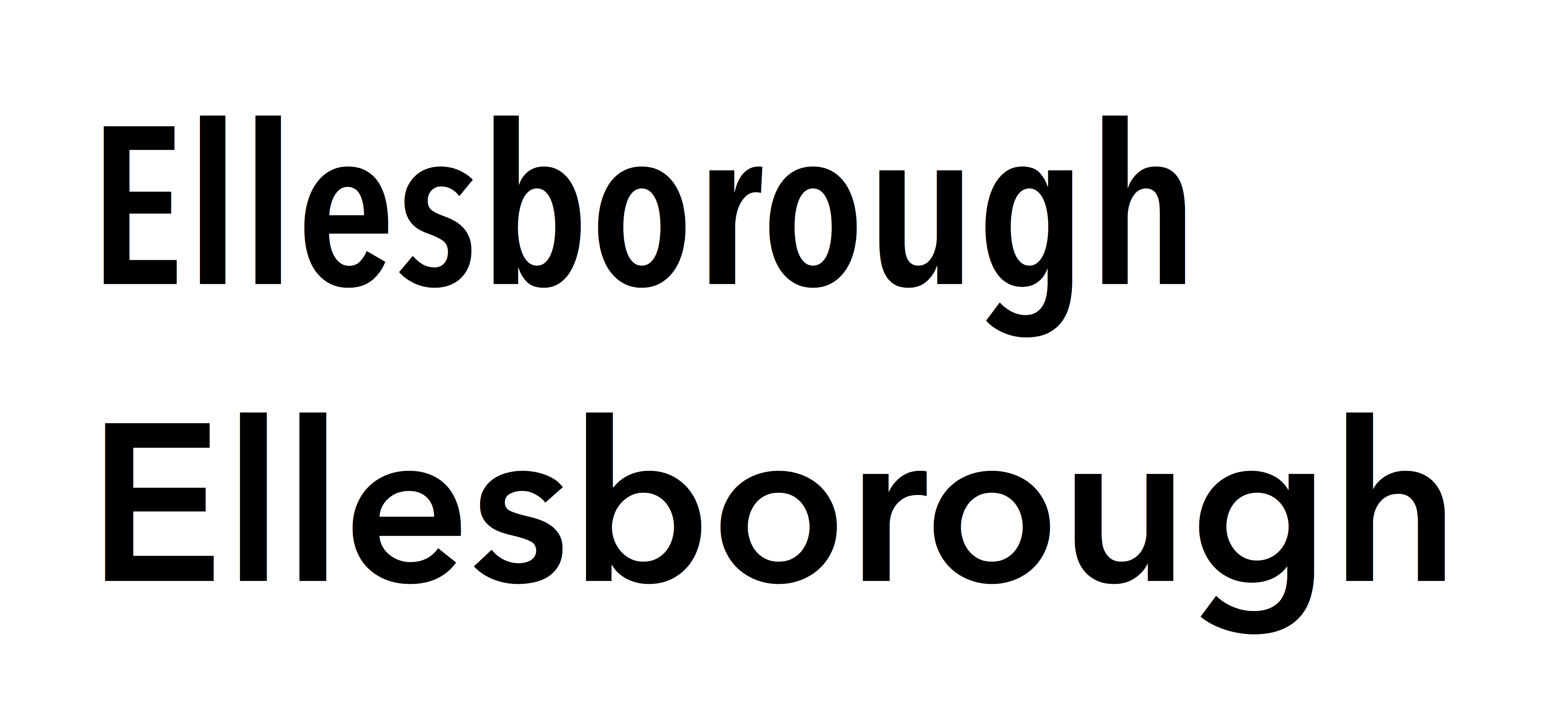
Les caractères condensés et les caractères normaux de la famille de polices Avenir Next.

En typographie, la largeur est la dimension horizontale d’un caractère, c’est-à-dire ce qui définit si celui-ci est étroit ou ample. En augmentant la largeur d’un caractère, on obtient un caractère demi-étendu, puis étendu ; en diminuant la largeur d’un caractère, on obtient un caractère demi-condensé, puis condensé.